# Eduardo Gordon Cañas
Eduardo Gordon Cañas (Santiago, 1 de enero de 1918-ibidem, 8 de noviembre de 2001) fue un carabinero, embajador y dirigente deportivo chileno. Fue presidente de la entonces Asociación Central de Fútbol de Chile entre 1975 y 1979, embajador de Chile en Nicaragua entre 1979 y 1981, y alcanzó el rango de general subdirector de Carabineros.

## Biografía
Al golpe militar se desempeñaba como Jefe de la V Zona de Inspección de Carabineros, en la actual Región de los Lagos.
En 1975 fue elegido presidente de la Asociación Central de Fútbol de Chile, superando al entonces presidente Francisco Fluxá. Su administración promovió el crecimiento del fútbol chileno, incentivando la creación e incorporación de clubes en las zonas extremas del país, junto con aumentar los equipos en la división de honor, llegando la Primera División a tener un total de 22 clubes. El más destacado de estos nuevos equipos fue Cobreloa (1977) financiado por Codelco y por los trabajadores de la División Chuquicamata. Gordon fue elegido en la ACF siendo socio activo del Club Colo Colo.
En 1976 prohibió la venta al extranjero de cualquier jugador convocable por la selección de futbol, con miras a las eliminatorias para el Mundial de Argentina 1978, decisión públicamente cuestionada por el dirigente de Unión Española Abel Alonso. Carlos Caszely ha señalado que Eduardo Gordon solicitó que no fuera convocado para ese mismo proceso eliminatorio, para no incomodar a Pinochet en el estadio.
El mismo año 1976, y bajo su administración, se implementó la Polla Gol, cuyas ganancias eran destinadas para el financiamiento del fútbol chileno.
Durante el último año de su presidencia de la asociación ocurrió el caso de los pasaportes falsos en Paysandú de 1979. De forma similar al también conocido cachirulazo, los jugadores de la Selección de fútbol sub-20 de Chile concurrieron al Campeonato Sudamericano de 1979 en Paysandú, con identificación falsa, para ocultar su verdadera edad. El escándalo incluyó a jugadores que lograrían posteriormente fama en la selección, como Roberto Rojas.
En 1979 postuló a la reelección en el organismo, siendo derrotado por Abel Alonso Sopelana. Tras esto fue designado por la dictadura como embajador en Nicaragua, gobernada a la sazón por Anastasio Somoza Debayle.
Tras su retiro se trasladó a Melipilla, donde falleció el 8 de noviembre de 2001 de un infarto.

## Vida personal
Contrajo matrimonio con Eliana Valcárcel García; fue padre de Eduardo Gordon, futuro general director de Carabineros.
Era primo del director de la Central Nacional de Informaciones, el teniente general Humberto Gordon.